# Hymenophyllum subdemissum
Hymenophyllum subdemissum är en hinnbräkenväxtart som beskrevs av Christ. Hymenophyllum subdemissum ingår i släktet Hymenophyllum och familjen Hymenophyllaceae. Inga underarter finns listade.